# Der gute Mensch von Sezuan
Der gute Mensch von Sezuan ist ein von 1938 bis 1940 unter der Mitarbeit Ruth Berlaus und Margarete Steffins entstandenes Theaterstück Bertolt Brechts, das am 4. Februar 1943 am Schauspielhaus Zürich unter der Regie von Leonard Steckel uraufgeführt wurde und 1953 als Buch erschien. Die Musik komponierte Paul Dessau.
Es ist ein Musterbeispiel für das epische Lehrtheater Brechts, aus dem viele Elemente der klassischen Dramentheorie verbannt wurden. Auch die Thematik des Stückes ist typisch für Brecht: Unter anderem sind Religions- und Kapitalismuskritik sowie eine Infragestellung der bürgerlichen Aufklärung bestimmende Aspekte des Stücks.
Das Drama spielt in der chinesischen Provinz Sezuan (Sichuan), ist jedoch nach einer ausdrücklichen Vorbemerkung Brechts als Parabel zu verstehen, was bedeutet, dass Sezuan stellvertretend für alle Orte steht, an denen Menschen von Menschen ausgebeutet werden. Der Vorbemerkung wurde in späteren Ausgaben die Aussage hinzugefügt, dies sei (nach Brechts Ansicht) im heutigen Sezuan (also in der Volksrepublik China) nicht mehr der Fall.

## Entstehung
Als Vorlage für Brechts Werk diente die griechische Sage des alten Ehepaars Philemon und Baucis. Das Paar wohnt in einer ärmlichen Hütte am Stadtrand und nimmt den verkleideten Gott Zeus und dessen Sohn Hermes äußerst freundlich zur Bewirtung auf. Die beiden Gäste haben sich zur Erde herabgelassen, um die Güte der Menschen zu prüfen. Als Philemon und Baucis herausfinden, dass sie es mit Göttern zu tun haben, entschuldigen sie sich für das karge Mahl. Zeus und Hermes sind jedoch sehr zufrieden und belohnen das gastfreundliche Ehepaar.
Eine weitere Vorlage ist die biblische Erzählung von Sodom und Gomorra, in der Gott die beiden Städte zerstören will und zunächst selbst zusammen mit zwei Engeln zu Abraham kommt und danach, als dieser Gott bittet, Schuldige und Unschuldige nicht gleichermaßen zu bestrafen, die beiden Engel nach Sodom entsendet, wo sich Abrahams Neffe Lot aufhält. Dieser erweist sich als der einzige unschuldige Mensch und wird zusammen mit seiner Familie vor der Katastrophe gerettet.
Tatsächlich ist mit der von Brecht angegebenen Entstehungszeit 1938–40 nur der intensivste Kern seiner Entstehung berücksichtigt.
Die ersten fünf Szenen des späteren Theaterstückes stellte Brecht schon 1930 unter dem Namen Die Ware Liebe fertig. Im Jahre 1939 beendete er im dänischen und schwedischen Exil eine erste Rohfassung, 1942 legte er die Arbeit am Stück endgültig nieder. Trotz häufiger Überarbeitungen hielt Brecht das Stück aber nie für vollendet.

## Inhalt
Drei Götter wollen beweisen, dass auch gute Menschen auf der Erde leben. Sie suchen diesen guten Menschen in der chinesischen Provinz Sezuan.
Der Wasserverkäufer Wang, der als einziger die Götter erkennt, sucht verzweifelt eine Unterkunft für sie. Er wird erst bei der Prostituierten Shen Te fündig, nachdem er mehrfach von anderen, wohlhabenderen Menschen abgewiesen worden ist. Als sie von ihren Geldsorgen berichtet, bezahlen die Götter für ihr Nachtquartier ein kleines Vermögen. Mit diesem ersteht Shen Te einen Tabakladen und verspricht den Göttern, sich nur noch gut zu verhalten.
Shen Te bietet zunehmend mehr Leuten in Not Unterkunft. Diese nutzen ihre Hilfsbereitschaft jedoch schamlos aus. Schulden häufen sich an. Daher schlüpft Shen Te in die Rolle eines rücksichtslosen Vetters, Shui Ta. In dieser Rolle und Verkleidung als Shui Ta vertreibt Shen Te die Obdachlosen. Die Miete ist allerdings immer noch ausstehend und man rät ihr, einen vermögenden Mann zu heiraten, um die Geldsorgen ein für allemal loszuwerden.
Im Stadtpark begegnet Shen Te dem arbeitslosen Flieger Yang Sun, der kurz vor dem Suizid steht. Um ihn davon abzuhalten, beginnt sie ein Gespräch und verliebt sich in ihn. Von Suns Mutter erfährt Shen Te, dass er ein Stellenangebot als Postflieger in Peking bekommen hat und dafür 500 Silberdollar benötigt, um einen Hangarbetreiber zu bestechen. Shen Te gibt ihm ohne Zögern die 200 Silberdollar, die sie zuvor bei dem alten Teppichhändler-Ehepaar geliehen hat, um davon die Miete für den Laden zu bezahlen. Durch diese Hilfsbereitschaft gefährdet sie ihren Laden.
Die Hochzeit Shen Tes und Suns soll in einem billigen Restaurant stattfinden. Shen Te gesteht ihrem Verlobten, dass sie den Laden aufgrund ihrer Schulden bei den Alten nicht verkaufen kann. Bei einem Gespräch zwischen Sun und seiner Mutter wird deutlich, dass er Shen Te nicht heiraten wird, wenn sie ihm das zugesicherte Geld nicht gibt. Sun hofft, dass Shui Ta seiner Zukünftigen helfen kann, und lässt nach ihm schicken. Da Shen Te aber nicht gleichzeitig als Shui Ta auftreten kann, wartet er vergeblich und die Hochzeit fällt ins Wasser.
Wang wirft den Göttern vor, sie würden Shen Te nicht helfen. Diese entgegnen: „Wir sind nur Betrachtende“, die Kraft des guten Menschen „wird wachsen mit der Bürde“.
Shen Te sieht ein, dass sie mit Sun keine neue Existenz aufbauen kann, obwohl sie dafür ihren Laden aufgegeben hat. Zudem ist sie schwanger. Im Interesse des ungeborenen Kindes setzt sie wieder die Maske von Shui Ta auf und baut mit ausbeuterischen Methoden eine florierende Tabakfabrik auf mit Sun als Arbeiter und später als Aufseher. Sun, dem Vater ihres Kindes, erzählt Shen Te nichts von ihrer Schwangerschaft. Sie behält die Rolle von Shui Ta und tritt bis zum Ende den anderen nicht mehr als Shen Te gegenüber, mit Ausnahme der Witwe Shin, die unter Entschädigung zu ihrer Vertrauten wird. Shui Ta erzählt den anderen, Shen Te sei verreist. Diese Lüge stößt aber bald, vor allem bei Wang und Sun, auf Skepsis. Das Verschwinden von Shen Te wird Shui Ta zugeschrieben, der anfangs ihrer Entführung und schließlich des Mordes an ihr beschuldigt wird.
Shui Ta wird vor Gericht gestellt, das von den drei Göttern gebildet wird. Er, beziehungsweise sie, erkennt diese wieder, gibt ihnen ihre wahre Identität preis und erzählt ihre Geschichte. Obwohl deutlich wird, dass der Anspruch der Götter, „gut zu sein und doch zu leben“, in dieser Welt nicht erfüllbar ist, ohne dass sich der Mensch in eine moralisch-gute und eine lebensfähig-harte Persönlichkeit aufspaltet, ignorieren die Götter diese Erkenntnis. Das Ende bleibt offen und der Zuschauer wird aufgefordert, eine eigene Lösung zu finden.

## Epische Strukturelemente
Anders als beispielsweise Leben des Galilei erfüllt Der gute Mensch von Sezuan sämtliche Kriterien der epischen Dramentheorie. Das Stück ist offen in Anfang und Ende, die einzelnen Bilder stehen für sich, sind aneinandergereiht und können einzeln betrachtet werden.
Die Handlung spielt sich auf zwei vollkommen konträr zueinander stehenden Handlungsebenen ab. Die transzendente Welt der Götter nimmt, weltfremd und fern aller Alltagsprobleme, die harte Realität der sozialen Elendsviertel, welche die andere Handlungsebene darstellt, nicht wahr. Die Götter besitzen andererseits in den Elendsvierteln von Sezuan keinerlei Bedeutung.
Beide Handlungsebenen werden im Verlaufe des Stücks durch Montage – wie eingeschobene Traumsequenzen – verknüpft.
Erst im letzten Bild, als die Götter als falsche Richter fungieren, treffen beide Handlungsebenen wieder aufeinander, wobei sich die Götter von der realen Welt gedanklich so weit entfernt haben, dass sie nicht mehr fähig sind, Shen Tes Geschichte richtig zu interpretieren. Beide Handlungsebenen – die frühkapitalistischen, kulturell vor allem ostasiatisch geprägten Elendsviertel Sezuans und die realitätsferne Welt der Götter – schaffen eine große Distanz zum Zuschauer, der in völlig anderen Verhältnissen lebt und dem so das Bühnengeschehen fremd und unwirklich erscheint.
Der Verfremdungseffekt findet besonders zahlreiche Anwendungen. Dabei wird die Handlung an vielen Stellen durch handlungsfremde Elemente unterbrochen, etwa durch Zwischenspiele, in denen Wang die Götter erscheinen, sowie Lieder, die das Geschehen teils sarkastisch kommentieren (z. B. das „Lied des Wasserverkäufers im Regen“ oder „Terzett der entschwindenden Götter auf der Wolke“). Des Weiteren gibt es zahlreiche Stellen, an denen handlungsdistanzierende Gestaltungsmittel verwendet werden, wobei z. B. Charaktere aus ihrer Rolle heraustreten und die Geschehnisse als Außenstehende kommentieren.
Sehr deutlich wird diese Form des Verfremdungseffekts im 8. Bild, in dem Frau Yangs Rückblende, die sie aus ihrer subjektiven Perspektive erzählt, durch szenische Darstellungen auf der Bühne verfremdet wird, die massiv von Frau Yangs Sichtweise abweichen.
Der dadurch erzeugte Kontrast zwischen dargestellten und geschilderten Ereignissen erzeugt beim Zuschauer eine kritische Distanz, die zum Nachdenken anregt.
Nicht zuletzt sind die Aufspaltung Shen Tes in zwei völlig widersprüchliche Persönlichkeiten und die Lächerlichkeit der oft sehr menschlich und fehlbar wirkenden Götter, die dem Anspruch, göttlich zu sein, in keiner Weise gerecht werden, weitere Anwendungen des Verfremdungseffekts.
Auch auf sprachlicher Ebene findet der Verfremdungseffekt Verwendung im Stück. So stellt Frau Yang im 8. Bild die Wahrheit nicht nur völlig verzerrt dar, sondern steigert diese Verzerrung zudem ins Übertriebene, wenn sie von Shui Ta als „unendlich gütig“ spricht und betont, sie und ihr Sohn könnten ihm „wirklich nicht genug danken“.

## Hauptfiguren

### Shen Te

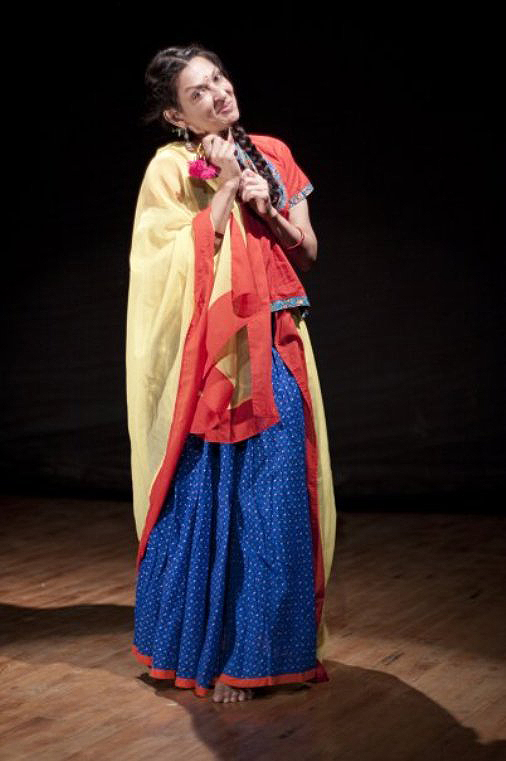
Mallika Sarabhai als Shen Te in der Aufführung von Regisseur Arvind Gaur

Die Hauptfigur des Stückes Shen Te – es handelt sich um einen tatsächlichen chinesischen Namen, der übersetzt „göttliche Wirksamkeit“ bedeutet – ist eine Prostituierte und später Besitzerin eines kleinen Tabakladens. Sie hilft, wo sie nur kann, doch sie ist selbstlos, naiv und sieht immer nur das Gute in den Menschen. Jedoch bemerkt sie rasch, dass ein guter Mensch in dieser Welt nicht überleben kann. Durch die äußeren Umstände wird sie förmlich gezwungen, ihre Persönlichkeit zu spalten, indem sie sich in brenzligen Situationen in den kaltherzigen Vetter Shui Ta verwandelt, um so ihre Existenz zu sichern. Sie bleibt aber trotz allem in den Augen der Götter und der Bewohner Sezuans „der Engel der Vorstädte“ sowie „der gute Mensch von Sezuan“.

### Shui Ta
Shui Ta, der angebliche Vetter von Shen Te, jedoch in Wahrheit Shen Te in Verkleidung, verkörpert das vollkommene Gegenteil Shen Tes. Er ist der Gegenspieler oder Antagonist Shen Tes. Er ist ein egoistischer, rücksichtsloser, skrupelloser, profitorientierter Mensch mit einem ausgeprägten Sinn dafür, sich aus allem eigene Vorteile zu schaffen (z. B. Aufbau der Tabakfabrik). Shui Ta repräsentiert den Teil Shen Tes, der als moderner Kapitalist drastisch seine persönlichen Ziele verfolgt. Außerdem wird deutlich, dass Shui Ta eine Person ist, die alles daran setzt, gute Beziehungen mit Höhergestellten aufzubauen (z. B. Anfreundung mit einem Polizisten).

### Wang
Der Wasserverkäufer Wang führt in das Stück ein und fungiert über seinen gesamten Verlauf als Verbindung zwischen den Göttern und der wirklichen Handlung, die er ihnen teilweise berichtet. Schon am Anfang des Stücks fällt er bei den Göttern durch, da sein Maßbecher einen doppelten Boden aufweist und er damit seine Kunden betrügt. Doch dies ist seine einzige Falschheit. Außerdem fällt auf, dass er seine ganze Hoffnung in die Götter setzt, sich vor ihnen sogar fürchtet.

### Die Götter
Von Anfang an werden die Götter als kaum ernstzunehmend beschrieben. Sie erfüllen nicht das althergebrachte Götterbild der Menschen und sind weder allwissend noch allmächtig. Obwohl die Götter stets zusammen auftreten, lassen sich doch individuelle Züge feststellen: Der erste Gott ist ein Dogmatiker, der zweite ein Kritiker und der dritte ein naiver Idealist. Auf ihrer Suche nach einem guten Menschen machen die Götter zahlreiche schlechte Erfahrungen, die sich auch an ihrem Äußeren manifestieren. Im letzten Zwischenspiel wurde einem „der Hut vom Kopf geschlagen“ und „einer hat ein Bein in einer Fuchsfalle“. Mit ihren weltfremden Idealen repräsentieren sie verschiedene Aspekte einer Geisteshaltung, die sich jenem Paternalismus zuordnen lässt, der seit der deutschen Klassik im liberalen Bürgertum seinen Ausdruck fand. Im letzten Bild müssen sie und das Publikum eingestehen, dass ihre Mission gescheitert ist: In einer kapitalistischen Welt ist ein zugleich gutes und menschenwürdiges Leben unmöglich. Vollends der Lächerlichkeit preisgegeben, fahren die Götter auf einer rosa Wolke in den Himmel. In Umkehrung des Prinzips des deus ex machina, das dem antiken und dem Barocktheater teuer war und in dem am Ende des Stückes Gott auf die Bühne hinabschwebt, um alle verbleibenden Probleme zu lösen, entfernen sich die Brechtschen Götter und überlassen die Protagonisten ihrem zweifelhaften Schicksal.

### Yang Sun
Yang Sun ist am Anfang des Stücks ein stellungsloser Flieger. Er kommt mit der kapitalistischen Welt nicht zurecht und will Suizid begehen. Shen Te rettet ihn aber und wird seine Freundin. Er will Flieger werden, dafür braucht er 500 Silberdollar, um einen Mitarbeiter bei der Fluggesellschaft in Peking zu bestechen. Er betrügt sie um ihr Geld, gibt alles aus und entschließt sich dazu, in Shui Tas Tabakfabrik zu arbeiten, um einer Anklage wegen Betrugs zu entgehen. Nach einer Weile wird er zum Aufseher und schließlich zum Prokuristen befördert. Mit Schmeicheleien und Denunziationen erreicht er seine Ziele, dabei wird er nur noch von Shui Ta, der zweiten Identität der Shen Te, übertroffen, der durch seine skrupellosen Taten bis zum Fabrikbesitzer aufgestiegen ist.

## Menschenbild
„Die Götter: ‚O du schwacher /
Gut gesinnter, aber schwacher Mensch! /
Wo da Not ist, denkt er, gibt es keine Güte! /
Wo Gefahr ist, denkt er, gibt es keine Tapferkeit! /
O Schwäche, die an nichts ein gutes Haar lässt! /
O schnelles Urteil! O leichtfertige Verzweiflung!‘“

Das Stück ist geprägt von der Frage nach den Möglichkeiten der Menschen, gut zu handeln. Es erprobt, ob es unter den Bedingungen des Kapitalismus gute Menschen geben kann. Brecht benutzt die Parabel – ein Mittel, das er als „um vieles schlauer als alle anderen Formen“ und „das Ei des Kolumbus, weil sie in der Abstraktion konkret ist, indem sie das Wesentliche augenfällig macht“ bezeichnet. Sie erlaubt ihm, verschiedene Menschenbilder einander gegenüberzustellen. Shen Te agiert aus Mitleid, wenn sie sagt:

„Sie hat keinen Anspruch, aber sie hat Hunger: das ist mehr.

[…]

Oh ihr Unglücklichen!

Euerm Bruder wird Gewalt angetan, und ihr kneift die Augen zu!

Der Getroffene schreit laut auf, und ihr schweigt?

Der Gewalttätige geht herum und wählt seine Opfer

Und ihr sagt: uns verschont er, denn wir zeigen kein Mißfallen“

Ihr Alter Ego Shui Ta hingegen setzt Menschen unter Druck, manipuliert sie, um sich selber Möglichkeiten zu verschaffen, er sieht sie nicht als Opfer der Umstände, sondern als durch Einflüsse lenkbare Wesen an. Die Menschen, die Shen Te ausnutzen, handeln wie Tiere, deren Instinkt ihnen befiehlt, ihre Bedürfnisse um jeden Preis zu decken.
Ob es im Stück einen guten Menschen gibt, bleibt letztlich eine Frage, die so offen ist wie der Schluss des Stücks:

„Wir stehen selbst enttäuscht und sehn betroffen

Den Vorhang zu und alle Fragen offen. […]

Soll es ein andrer Mensch sein? Oder eine andere Welt?

Vielleicht nur andere Götter? Oder keine? […]

Sie selber dächten auf der Stelle nach

Auf welche Weis dem guten Menschen man

Zu einem guten Ende helfen kann.

Verehrtes Publikum, los, such dir selbst den Schluss!

Es muss ein guter da sein, muss, muss, muss!“

Die Tatsache, dass die Hauptfigur sich jedoch in zwei Persönlichkeiten aufspaltet, deutet an, dass es unter den Bedingungen des Kapitalismus einen guten Menschen nicht geben kann, wenn er nicht gleichzeitig eine schlechte, lebensfähige Seite aufweist. Das Stück soll zeigen, dass im Kapitalismus dem Menschen die wahren Werte, wie zum Beispiel die Güte, nichts nützen und nur das Kapital zählt. Eine andere Interpretation der Doppelrolle geht davon aus, dass Shen Te die Rolle von Shui Ta bewusst spielt und so schon zu Beginn des Stücks kein guter Mensch mehr ist.

## Verfilmung
Im Jahre 1966 produzierte der SDR unter der Regie von Fritz Umgelter ein dreistündiges Fernsehspiel unter dem Originaltitel Der gute Mensch von Sezuan, in dem Nicole Heesters Shen Te und Shui Ta spielte.

### Textausgaben
- Bertolt Brecht: Der gute Mensch von Sezuan. Suhrkamp, Frankfurt am Main 1964, ISBN 978-3-518-10073-8.

### Sekundärliteratur
- Horst Grobe: Bertolt Brecht: Der gute Mensch von Sezuan. Königs Erläuterungen und Materialien (Band 186). Bange Verlag, Hollfeld 2002, ISBN 978-3-8044-1704-5.
- Werner Hecht (Hrsg.): Materialien zu Brechts „Der gute Mensch von Sezuan“. Suhrkamp, Frankfurt am Main 1968, ISBN 3-518-00247-3.
- Helmut Jendreiek: Bertolt Brecht. Drama der Veränderung. Bagel, Düsseldorf 1969, ISBN 3-513-02114-3.
- Jan Knopf (Hrsg.): Brechts „Guter Mensch von Sezuan“. Suhrkamp, Frankfurt am Main 1982, ISBN 3-518-38521-6.
- Wolf-Egmar Schneidewind, Bernhard Sowinski: Bertolt Brecht, Der gute Mensch von Sezuan. Interpretation. Oldenbourg, München 1992, ISBN 3-486-88630-4.